# فطائر اللحم
فطائر اللحم هي معجنات بريطانية مخبوزة، ترتبط مجموعة متنوعة منها بصفة خاصة بكورنوال، منطقة في جنوب غرب المملكة المتحدة. تُصنَع عن طريق وضع حشوة غير مطبوخة، عادةً اللحوم والخضروات، على نصف دائرة من العجينة قصيرة القوام ومسطحة، وبعدها يجري طي المعجنات إلى نصفين لتغليف الحشوة في نصف دائرة وكبس الحافة المنحنية لتشكيل نقشة قبل الخبز.
الفطيرة الكورنيشية التقليدية والتي تتمتع منذ عام 2011 بحماية المؤشر الجغرافي في أوروبا: هي فطيرة مليئة باللحم البقري وشرائح أو مكعبات البطاطس ونبات اللفت (المعروف أيضًا باسم نبات اللفت الأصفر أو اللفت حيث يشار إليه في كورنوال باسم اللفت) والبصل، مُتبلة بالملح والفلفل وثم تُخبز. في زمننا الحالي، الفطيرة الكورنيشية هي الوجبة الأكثر شيوعاً في كورنوال إذ تعد طبقًا تقليديًا وتمثل 6٪ من اقتصاد الطعام الكورنيشي حيث تُصنع فطائر اللحم الكورنيشية بحشوات مختلفة، وتتخصص بعض المحلات في بيع هذه الفطائر.
أصل الفطائر بصورة عامة غير واضح، على الرغم من وجود العديد من الإشارات أو التلميحات لها في جميع الوثائق التاريخية والخيال. وقد أصبحت الفطائر الآن شائعة في جميع أنحاء العالم بسبب انتشار عمال مناجم الكورنيش والبحارة من جميع أنحاء كورنوال، وأيضًا يمكن العثور على أنواع مختلفة من هذه الفطائر في أستراليا والمكسيك والولايات المتحدة وأولستر وأماكن أخرى.
للفطائر تشابهات كثيرة في العديد من الأكلات من الثقافات والمطابخ المختلفة منها الفوفار بريدي في اسكتلندا وهي فطيرة لحم أسكتلندية والامبنادا وهي فطيرة تصنع في البلدان التي تتحدث اللغة الاسبانية والبيروغ وهي فطيرة تصنع في أوروبا الشرقية (وبالتحديد في المطابخ الروسية) والسمبوسة في الهند وفطيرة الكاري في جنوب شرق آسيا والبسكويت في الصين.

## تأريخ فطائر اللحم
على الرغم من الارتباط القوي بين فطائر اللحم الحديثة وفطائر كورنوال إلا أن أصولها الدقيقة غير واضحة. الكلمة الإنكليزية "Pasty" هي كلمة مشتقة من اللغة الفرنسية في العصور الوسطى. ذُكرت فطائر اللحم في كتب الطبخ على مر العصور فعلى سبيل المثال، أقدم نسخة من كتاب لو فياندير جرى تأريخه نحو عام 1300 ويحتوي على العديد من وصفات فطائر اللحم وفي عام 1393 احتوى كتاب ميناجير باريس على وصفات لفطائر اللحم مع لحم الغزال أو لحم العجل أو لحم البقر أو لحم الضأن.
شملت المراجع المبكرة الأخرى لفطائر اللحم ميثاق القرن الثالث عشر الذي منحه الملك جون ملك إنجلترا (في عام 1208) لمدينة يارماوث العظيمة. إذ لا بد أن تُرسل المدينة إلى عمداء نورويتش كل عام مئة سمكة وتكون مخبوزة في أربع وعشرين فطيرة والتي يتعين على عمداء نورويتش تسليمها إلى سيد القصر في شرق كارلتون الذي بدوره ينقلها بعد ذلك إلى الملك. في ذلك الوقت نفسه تقريبًا، كتب مؤرخ القرن الثالث عشر ماثيو باريس عن رهبان دير سانت ألبانز: 'وفقًا لعاداتهم الشخصية فقد عاشوا على فطائر اللحم'. حيث قُدمَت نحو مجموعة من 5500 فطيرة من

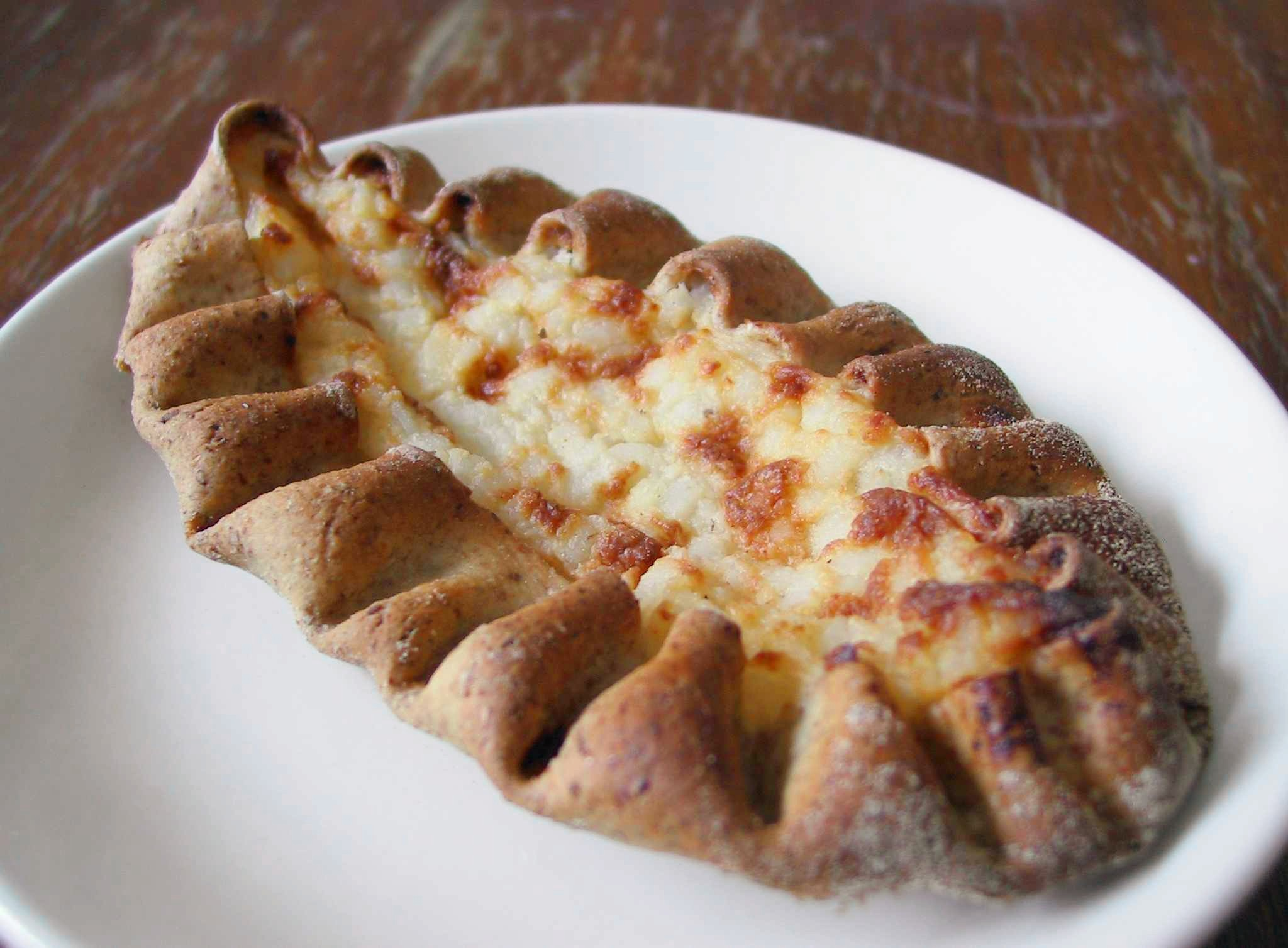
فطيرة كاريليان، نوع من أنواع فطائر اللحم

لحم الغزال في وليمة تنصيب لجورج نيفيل والذي شغل منصب رئيس أساقفة يورك ومستشار إنجلترا في عام 1465.